# Xemurxà
Xemurxà (en rus: Шемурша) és un poble de l'óblast d'Uliànovsk, a Rússia, que el 2010 tenia 86 habitants. Pertany al districte municipal de Kuzovàtovo.